# سانتوس ایریاته

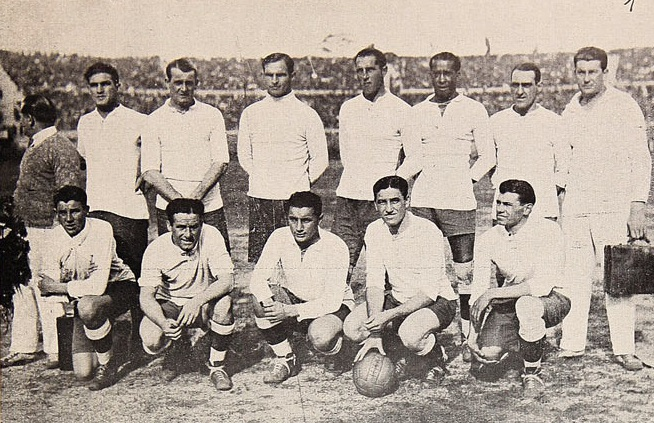

سانتوس ایریاته (انگلیسی: Santos Iriarte؛ ۲ نوامبر ۱۹۰۲ – ۱۹۶۸) یک بازیکن فوتبال اهل اروگوئه بود.